# Lövtimalior
Lövtimalior (Illadopsis) är ett släkte i familjen marktimalior inom ordningen tättingar. Släktet omfattar nio arter som förekommer i Afrika söder om Sahara:
- Brun lövtimalia (I. fulvescens)
- Beigebröstad lövtimalia (I. rufipennis)
- Tanzanialövtimalia (I. distans)
- Berglövtimalia (I. pyrrhoptera)
- Grånackad lövtimalia (I. cleaveri)
- Fjällbröstad lövtimalia (I. albipectus)
- Trastlövtimalia (I. turdina)
- Brunbröstad lövtimalia (I. puveli)
- Gråsidig lövtimalia (I. rufescens)

Trastlövtimalian placerades tidigare som ensam art i släktet Ptyrticus, under det svenska namnet trasttimalia. DNA-studier visar dock att arten är inbäddad bland lövtimaliorna.